# Riegrův pramen
Riegrův pramen je studený minerální pramen vyvěrající na Riegrově náměstí v Poděbradech.

## Historie a popis
Riegrův pramen byl navrtán v roce 1911 v hloubce 87,2 m a byl utěsněn v roce 1972. V současné době je pítko Riegrova pramene napájeno z rezervoárů minerální vody Poděbradka u hotelu Chariclea. Historicky cenná zděná altánová stavba, která je nad Riegrovým pramenem a která obsahuje 8 válcových sloupů, prošla generální opravou v roce 2007. Ve středu altánu je kovové pítko. Silueta altánu je také jedním ze symbolů města Poděbrady.

## Další informace
Pramen je celoročně volně přístupný.

## Galerie

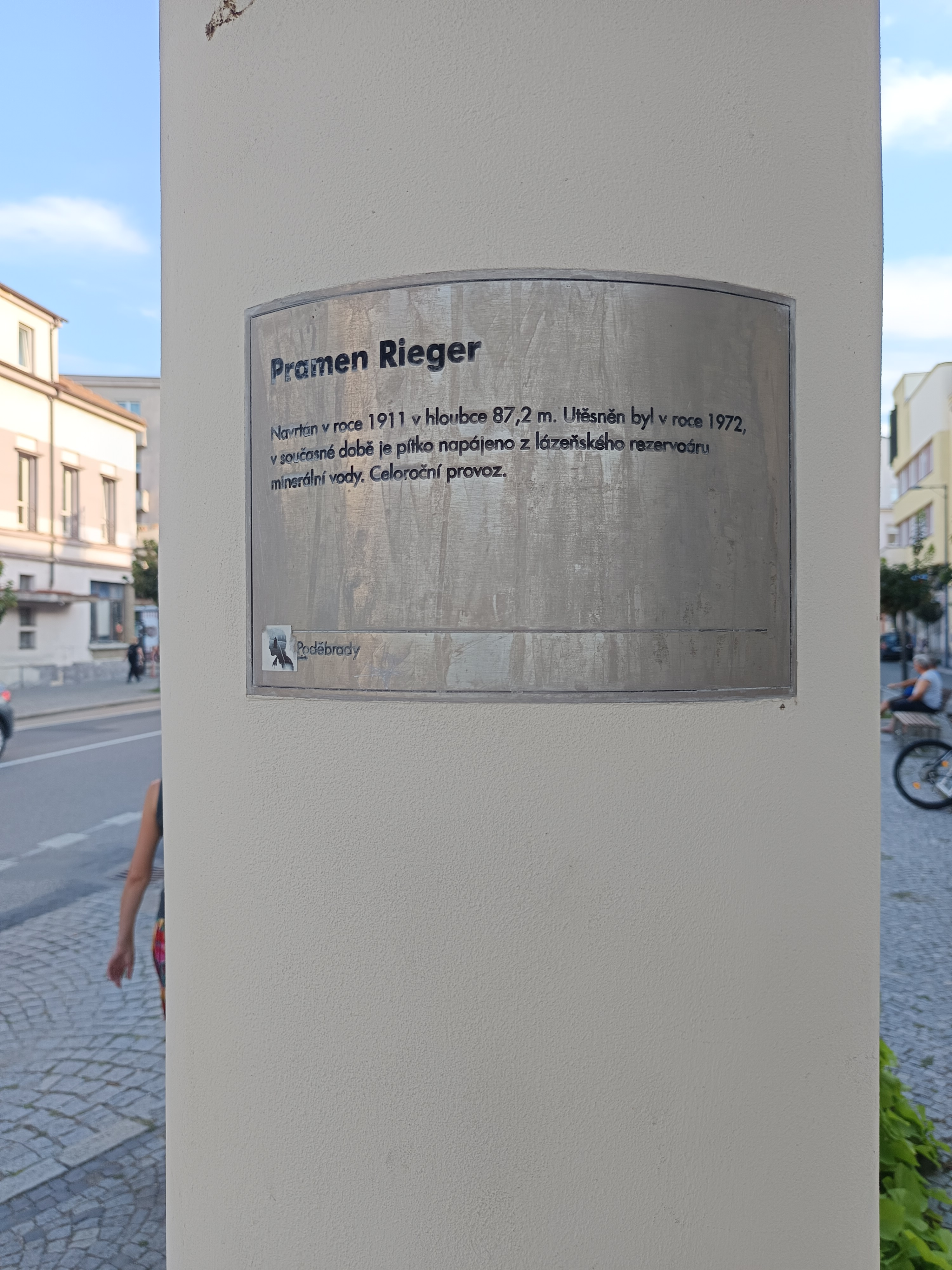
Informace o prameni umístěné na sloupu
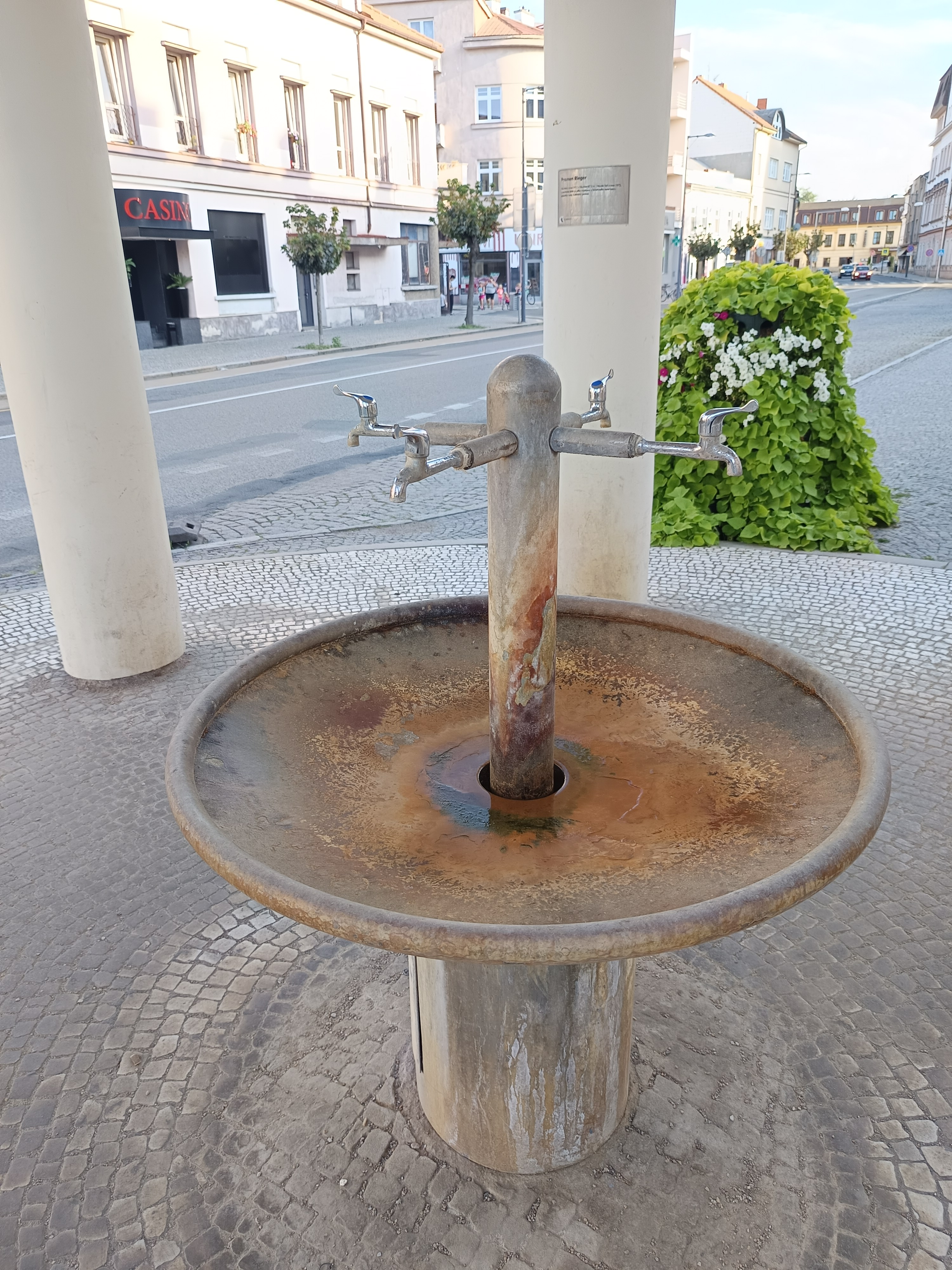
Detail
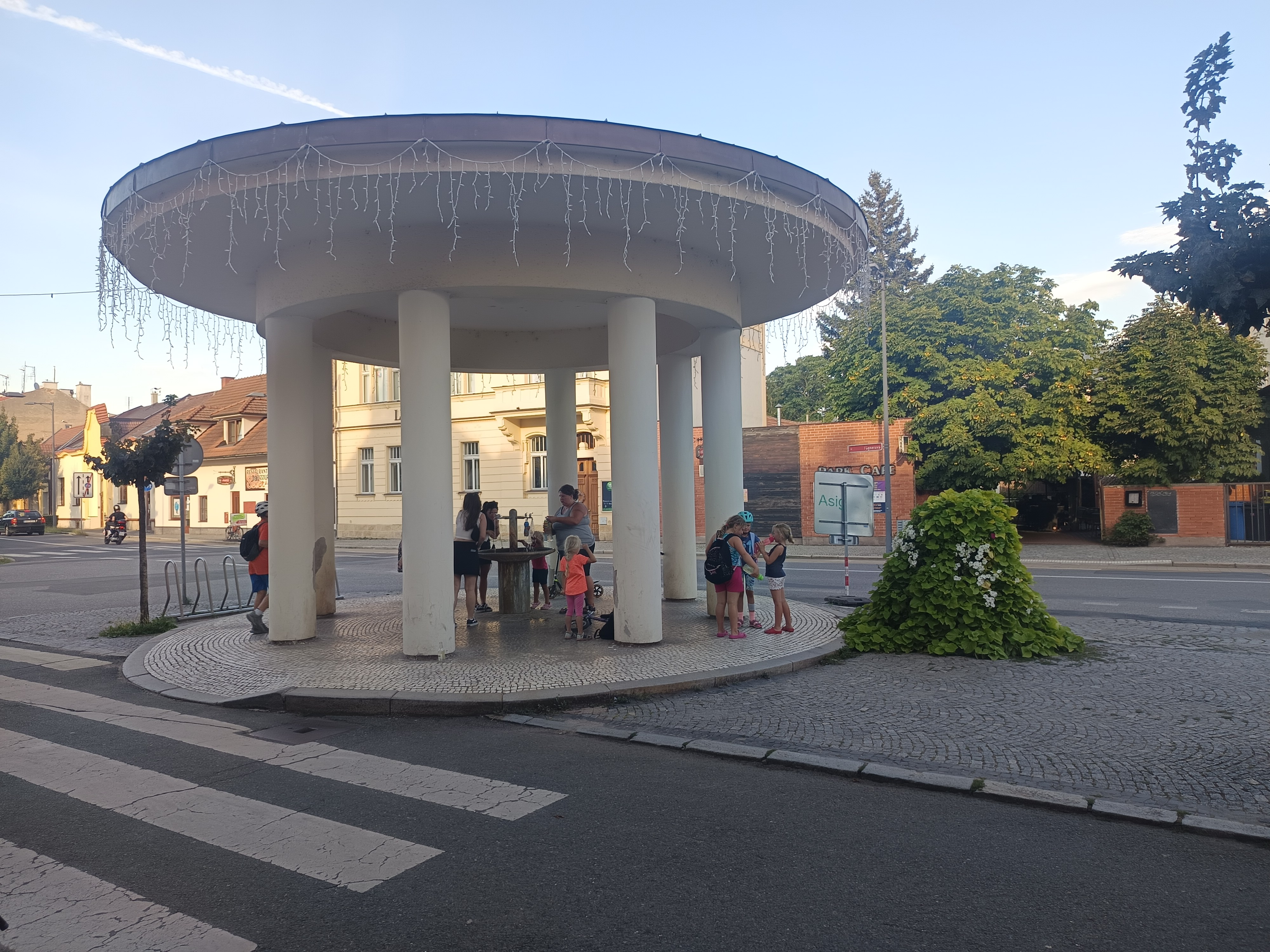
Altán nad pramenem